# Namontia crassipes
Namontia crassipes är en insektsart som beskrevs av Marius Descamps 1964. Namontia crassipes ingår i släktet Namontia och familjen Euschmidtiidae. Inga underarter finns listade i Catalogue of Life.